# Florian Lechner (Fußballschiedsrichter)
Florian Lechner (* 20. April 1991) ist ein deutscher Fußballschiedsrichter.

## Karriere
Florian Lechner stammt von der Insel Poel in Mecklenburg-Vorpommern und ist für den Poeler SV im Landesfußballverband Mecklenburg-Vorpommern als Schiedsrichter aktiv.
Lechner legte im Alter von zwölf Jahren seine Schiedsrichterprüfung ab. Im Jahr 2018 wurde Lechner zum DFB-Schiedsrichter ernannt und gehört seit der Saison 2018/2019 zum Schiedsrichterkader der 3. Liga, wobei sein Debüt am 26. August 2018 in einer Partie zwischen Eintracht Braunschweig und Fortuna Köln erfolgte. Zur Saison 2020/2021 stieg Lechner in die 2. Bundesliga auf und leitete ab dem Jahr 2021 auch Partien des DFB-Pokals. Bis 2024 leitete er zudem Spiele der Regionalliga Nordost.
Als Linienrichter war Lechner unter anderem im DFB-Pokal (2018 und 2020), in der 3. Liga (2016–2018) und in der 2. Bundesliga (2018–2021) aktiv. Als Vierter Offizieller begleitet er zudem Partien der deutschen Bundesligen und des DFB-Pokals.

## Privates
Florian Lechner legte sein Abitur in Neukloster ab und studierte anschließend an der Fachhochschule für öffentliche Verwaltung, Polizei und Rechtspflege in Güstrow. Lechner ist Mitglied in der SPD und zählt sich selbst zum bürgerlichen Lager der Partei. Für zwei Legislaturperioden war er Haushaltsreferent im Deutschen Bundestag. Anschließend begann er eine Tätigkeit als Regierungsrat in der Staatskanzlei des Landes Mecklenburg-Vorpommern. Seit Mai 2024 ist er zudem Mitglied des Gemeinderats der Insel Poel. Lechner kandidiert 2026 für die SPD als Bürgermeister der Insel.